# تو هرگز واقعاً اینجا نبودی
تو هرگز واقعاً اینجا نبودی (انگلیسی: You Were Never Really Here) فیلمی در ژانر درام اکشن روان‌شناسی به کارگردانی لین رمزی بر اساس رمانی به همین نام اثر جاناتان ایمس است و در سال ۲۰۱۷ اکران شد.
این فیلم برای رقابت در بخش نخل طلا هفتادمین جشنواره فیلم کن انتخاب شد و به همراه فیلم کشتن گوزن مقدس برنده جایزه مشترک بهترین فیلمنامه شد.